# Bertholdia rufescens
Bertholdia rufescens är en fjärilsart som beskrevs av Rothschild 1910. Bertholdia rufescens ingår i släktet Bertholdia och familjen björnspinnare. Inga underarter finns listade i Catalogue of Life.